# Noel Milleskog
Erik Noel Patrik Milleskog (8 maggio 2002) è un calciatore svedese, attaccante del Sirius.

## Carriera

### Club
Milleskog è cresciuto nel settore giovanile dell'Örebro dove ha debuttato il 18 aprile 2021 nell'incontro di Allsvenskan perso 5-0 contro l'Östersund. Il 24 agosto 2021 è stato ceduto in prestito fino a fine anno al Karlslunds IF, con un accordo che prevedeva la possibilità di disputare incontri anche con l'Örebro in caso di necessità. Rientrato definitivamente al club bianconero, nel frattempo retrocesso in Superettan, il 12 aprile ha segnato il suo primo gol nel calcio professionistico contro il Jönköpings Södra.
Il 14 luglio 2023 è stato ceduto a titolo definitivo al Djurgården, tornando quindi a giocare in Allsvenskan. Sei mesi più tardi ha cambiato casacca ed ha firmato con il Sirius.

### Nazionale
Nel 2018 ha giocato 3 partite con la nazionale svedese Under-17.

## Statistiche

### Presenze e reti nei club
Statistiche aggiornate al 3 maggio 2024.
| Stagione        | Squadra         | Campionato      | Campionato | Campionato | Coppe nazionali | Coppe nazionali | Coppe nazionali | Coppe continentali | Coppe continentali | Coppe continentali | Altre coppe | Altre coppe | Altre coppe | Totale | Totale | Totale |
| Stagione        | Squadra         | Comp            | Pres       | Reti       | Comp            | Pres            | Reti            | Comp               | Pres               | Reti               | Comp        | Pres        | Reti        | Pres   | Reti   |        |
| --------------- | --------------- | --------------- | ---------- | ---------- | --------------- | --------------- | --------------- | ------------------ | ------------------ | ------------------ | ----------- | ----------- | ----------- | ------ | ------ | ------ |
| 2021            | Örebro          | A               | 8          | 0          | CS+CS           | 0+1             | 0               |                    | -                  | -                  |             | -           | -           | 9      | 0      |        |
| 2021            | Karlslunds IF   | D2              | 8          | 6          | CS              | 0               | 0               |                    | -                  | -                  |             | -           | -           | 8      | 6      |        |
| 2022            | Örebro          | S1              | 20         | 4          | CS+CS           | 3+0             | 0               |                    | -                  | -                  |             | -           | -           | 23     | 4      |        |
| 2023            | Örebro          | S1              | 13         | 5          | CS+CS           | 3+0             | 2               |                    | -                  | -                  |             | -           | -           | 16     | 7      |        |
| 2023            | Djurgården      | A               | 11         | 1          | CS+CS           | 0+1             | 2               | UECL               | 4                  | 0                  |             | -           | -           | 16     | 3      |        |
| 2024            | Sirius          | A               | 6          | 2          | CS+CS           | 2+0             | 0               |                    | -                  | -                  |             | -           | -           | 8      | 2      |        |
| Totale carriera | Totale carriera | Totale carriera | 66         | 18         |                 | 10              | 4               |                    | 4                  | 0                  |             | -           | -           | 80     | 22     |        |